# Geneviève Ruxton
Geneviève Ruxton, née Rappin, est une femme de lettres française née le 21 avril 1873  à Paris et décédée en 1942 à Londres à l'âge de 69 ans.

## Biographie
Elle accueille régulièrement dans ses salons l'Action française et surtout son ami Charles Maurras.

## Œuvre
- Geneviève Ruxton, La Dilecta de Balzac, 1909 (lire sur Wikisource).[4]

## Prix et récompenses
Pour son livre La Dilecta de Balzac, elle reçoit le prix Jules-Davaine de l'Académie française en 1911 et touche 500 FRF (1 790,82 EUR2023).